# Lapampasaurus
Lapampasaurus (лат.) — род травоядных орнитоподовых динозавров семейства Hadrosauridae из мела Южной Америки. Единственный вид Lapampasaurus cholinoi назван и описан Родольфо Кориа и коллегами в 2012 году. Название рода дано по названию аргентинской провинции Ла-Пампа, где были обнаружены остатки динозавра. Видовое имя дано в честь Jose Cholino за помощь в сборе материала.

## История исследования
Голотип MPHN-Pv-01, представляющий собой изолированные элементы осевого и периферийного скелета, был обнаружен недалеко от Islas Malvinas в слоях формации Аллен, датированных поздним кампаном — ранним маастрихтом, поздний мел, провинция Ла-Пампа, Аргентина.
Голотип включает в себя две неполные дуги шейных позвонков, пять шейных позвонков, три неполные дуги спинных позвонков, пять спинных позвонков, три фрагмента крестцовых позвонков, два тела передних хвостовых позвонков, один хвостовой медио-дистальный почти полный позвонок, левые неполные лопатку и коракоид, фрагмент правой лобковой кости, дистальную треть правой бедренной кости, 1-ю фалангу третьего пальца стопы, когтевую фалангу 2-го или 4-го пальца стопы и 9 неопределённых фрагментов.
Все остатки, скорее всего, принадлежат одной особи, поскольку отсутствуют повторяющиеся элементы и размеры костей соответствуют друг другу. Поскольку у большинства позвонков дуги не сращены с телами, голотип Lapampasaurus, вероятно, принадлежит полувзрослой особи.
Материал был извлечён из земли в 1991 году сотрудниками Провинциального музея естественной истории из города Санта-Роса и предварительно описан Gonzalez Riga и Silvio Casadio в 2000 году. В 2010 году Juarez Valieri и коллеги отнесли экземпляр MPHN-Pv-01 в качестве дополнительного материала к новому роду Willinakaqe. В 2012 году Родольфо Кориа и коллеги на основе MPHN-Pv-01 выделили новый род Lapampasaurus. К сожалению, малое количество материала не позволяет провести филогенетическое исследование для выяснения взаимоотношений Lapampasaurus внутри семейства гадрозаврид.

## Описание
Lapampasaurus — гадрозаврид, характеризуемый следующими сочетаниями признаков: передние шейные позвонки имеют латеральные отверстия на дорсальной стороне диапофизов; лопатка имеет дельтовидный гребень с острым латеральным краем и выпуклой дорсальной поверхностью; когтевые фаланги стопы длиннее ширины и имеют борозды и отверстия на их поверхности, а также невысокий продольный вентральный гребень.
Длина Lapampasaurus ориентировочно 5—6 метров.

Lapampasaurus (красный, справа) и другие динозавры формации Аллен